# 자스-알마겔
자스-알마겔(Saas-Almagell)은 스위스 발레주의 피스프구에 있는 시정촌이다. 2006년 12월 31일 이전에는 Saas Almagell로 표기했다.

## 역사
자스-알마겔은 1291년에 Armenzello로 처음 언급되었다. 1307년에 그것은 Almenkel로 언급되었다.
자스tal의 상단에 위치한 정착지는 역사의 상당 부분 동안 상대적으로 고립되어 있었다. 자동차에 적합한 도로는 1948년에 완성되었지만 마을에는 1958년까지 학교가 없었다. 1960년대 마트마르크댐 건설로 지역 경제가 활성화되었다.

## 지리

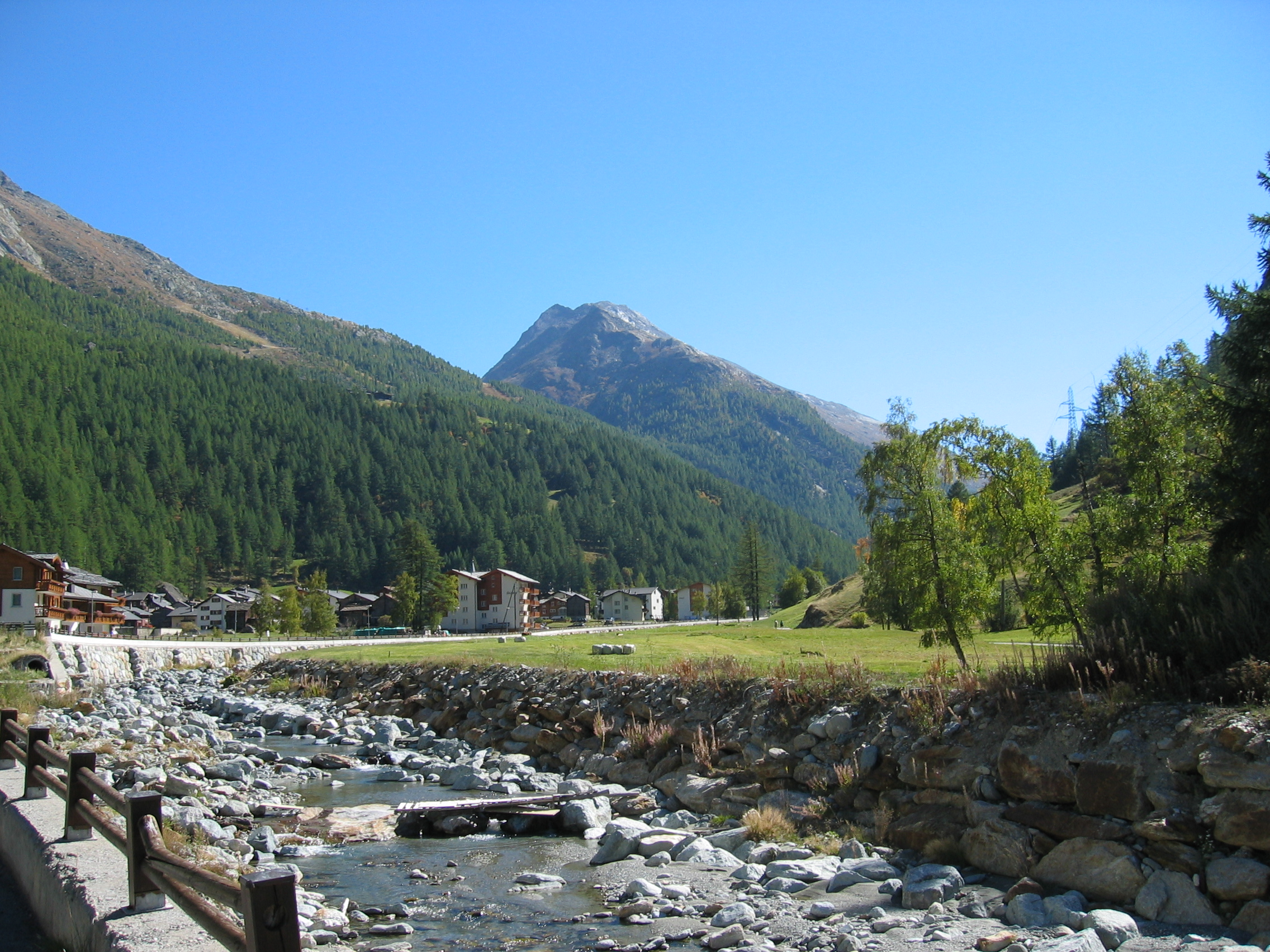
자서피스파강, 배경에 자스-알마겔

자스-알마겔의 면적은 2011년 기준으로 110.3k㎡이다. 이 면적 중 7.5%는 농업용으로 사용되고 4.1%는 산림이다. 나머지 토지 중 0.5%는 정착지(건물이나 도로)이고, 87.9%는 비생산적인 토지이다.
시정촌은 피스프구에 있으며, 자스-페에서 약 5km 떨어져 있다. 자스 계곡의 최남단 지자체이다. 그것은 자스-알마겔의 마을, Unter den Bodmen의 작은 마을의 일부와 zum Moos, 알핀 및 푸르크슈탈든의 작은 마을로 구성되어 있다.
자스 알마겔은 페나인 알프스에 있으며, 지자체의 영토는 많은 수의 정상을 포함한다. 해발 4,000미터 이상에 해당하는 가장 높은 곳은 림프피시호른, 슈트랄호른, 알라린호른 및 바이스미스이다. 다른 중요한 정상 회담은 포르트옌그라트, 조니크호른, 슈텔리호른, 에키너, 야치호른, 알마겔호른 및 슈페흐호른이다. 마트마르크제는 계곡에서 가장 큰 호수이다.

## 인구통계
2020년 12월 기준, 자스-알마겔의 인구는 364명이다.  2008년 기준, 인구의 7.7%가 거주 외국인이다. 2000년부터 2010년까지 지난 10년 동안 인구는 -9%의 비율로 변화했다. 이주로 인해 0%의 비율로, 출생과 사망으로 인해 -4.1%의 비율로 변경되었다.
2000년 기준, 인구 대부분인 384명(96.7%)이 독일어를 모국어로 사용하고, 세르보-크로아티아어가 4명(1.0%)으로 두 번째로 많이 사용되며, 이탈리아어가 3명(0.8%)으로 세 번째이다. 프랑스어를 할 줄 아는 사람이 1명 있다.
지자체의 인구 중 276명(약 69.5%)가 자스-알마겔에서 태어나 2000년에 그곳에 살았다. 같은 주에서 태어난 71명(17.9%)가 있었고, 19명(4.8%)는 스위스 다른 곳에서 태어났다. 22명(5.5%)는 스위스 밖에서 태어났다.
2000년 기준 으로 아동·청소년(0~19세)이 25.7%, 성인(20~64세)이 56.9%, 노인(64세 이상)이 17.4%를 차지하고 있다.
2000년 기준으로 시정촌에 미혼이거나, 독신인 사람은 164명이다. 기혼자 206명, 미망인은 25명, 이혼 2명이 있었다.
2000년 기준으로 시정촌에는 143가구이며, 가구당 평균 2.7명이다. 1인 가구가 31가구, 5인 이상 가구가 19가구였다. 2000 년에는 총 139채(전체의 50.4%)가 상설 임대되었으며, 110채(39.9%)가 계절적 임대, 27채(9.8%)가 비어 있었다. 2009년 기준 신규주택 건설률은 인구 1000명당 16세대이다. 2010년 시정촌 공실률은 0.69%였다.
역사적 인구는 다음 차트에 나와 있다.

## 스포츠
푸글슈탈든-하이드보드메의 작은 독립 스키 지역의 출발점이기도 하며, 이 스키장은 전용 스키 리프트가 아닌 우편 보트로 지역의 다른 지역과 연결되어 있기는 하지만 결합된 자스퀴스탈 스키 지역의 일부이기도 하다. 내리막 스키와 스노보드 활강 코스는 물론 오르막 스키와 썰매 코스도 있다. 그것은 유명한 스위스 스키 선수 피르민 추르브리겐의 초기 고향이었다.

## 정치
2007년 연방 선거에서 가장 인기 있는 정당은 62.57%의 득표율을 기록한 CVP였다. 다음으로 가장 인기 있는 세 정당은 FDP (17.7%), SVP (16.18%), SP (3.47%)였다. 연방 선거는 총 199표를 던졌고 투표율은 70.8%였다.
2009년 국무원 선거에서 총 258표가 투표되었으며, 그중 14표(5.4%)가 무효였다. 유권자 참여율은 91.8%로 주 평균인 54.67%를 훨씬 웃돌았다. 2007년 스위스 상원 선거에서 총 199표가 투표되었으며, 그중 2표(약 1.0%)가 무효였다. 유권자의 참여율은 71.1%로 주 평균 59.88%를 크게 웃돌았다.

## 경제
자스-알마겔에는 식료품점, 은행, 기념품 가게, 관광 숙박 시설이 있는 작은 마을 광장이 있다. 유스호스텔과 스포츠 센터가 있다.
2010년 현재 자스-알마겔의 실업률은 3.8%이다. 2008년 현재 1차 경제 부문에 18명이 고용되어 있고 이 부문에 약 5개 기업이 참여하고 있다. 43명이 2차 부문에 고용되었고, 이 부문에 4개의 기업이 있었다. 164명이 3차 부문에 고용되었으며, 이 부문에는 28개의 기업이 있다. 시정촌 주민은 175명으로 일정 정도 고용되었으며, 그중 여성이 전체 노동력의 34.3%를 차지하였다.
2008년에 정규직에 상응하는 총 일자리 수는 184개였다. 1차 부문의 일자리 수는 9개였으며, 모두 농업에 있었다. 2차 부문의 일자리 수는 40개였으며, 그중 33개(82.5%)가 건설업에 있었다. 3차 부문의 일자리 수는 135개였다. 3차 부문의 경우 3개(2.2%)는 도소매 또는 자동차 수리, 15개(11.1%)는 상품 이동 및 보관, 103개(76.3%)는 호텔 또는 레스토랑, 2개(1.5%)는 기술 전문가 또는 과학자였다. 12개(8.9%)가 교육에 있었다.
2000년에는 시정촌으로 통근하는 근로자가 43명, 출퇴근한 근로자가 73명이었다. 지자체는 근로자의 순수출 지자체로, 1명이 전입할 때 약 1.7명의 근로자가 지자체를 전출하고 있다. 근로 인구의 9.1%는 대중교통을 이용하여 출근했고, 39.4%는 자가용을 이용했다.

## 종교
2000년 인구 조사에서 370명(93.2%)이 로마 카톨릭 신자였고, 11명(2.8%)이 스위스 개혁 교회에 속했다. 나머지 인구 중 정교회 교인은 6명(1.51%)이었다. 이슬람교 1명이 있었다. 3명(0.76%)은 교회에 속하지 않고 불가지론자 또는 무신론자이며, 6명(인구의 약 1.51%)은 질문에 대답하지 않았다.

## 교육
자스-알마겔에서는 인구의 약 153명(38.5%)이 비필수 고등 중등 교육을 이수했으며, 27명(6.8%)이 추가 고등교육( 대학 또는 응용학문대학)을 이수했다. 고등교육을 마친 27명 중 88.9%가 스위스 남성이고 11.1%가 스위스 여성이었다.
2010-2011학년도 동안 자스-알마겔 학교 시스템에는 총 25명의 학생이 있었다. 발레주의 교육 시스템은 어린이들이 1년 동안 의무가 아닌 유치원에 다닐 수 있도록 허용한다. 그 학년도에는 유치원 수업(KG1 또는 KG2)이 없었고, 유치원생도 없었다. 주의 학교 시스템은 학생들이 6년 동안 초등학교에 다닐 것을 요구한다. 자스-알마겔에는 초등학교에 총 2개의 학급과 25명의 학생이 있었다. 중등 학교 프로그램은 3년의 낮은 의무 교육(오리엔테이션 수업)과 3~5년의 선택적인 고급 학교로 구성된다. 자스-알마겔의 모든 중고등학교 학생들은 인근 시정촌에 있는 학교에 다닌다.
2000년 현재 자스-알마겔에는 다른 지자체에서 온 30명의 학생이 있었고 20명의 거주자는 지자체 외부의 학교에 다녔다.